# Brömsehaus

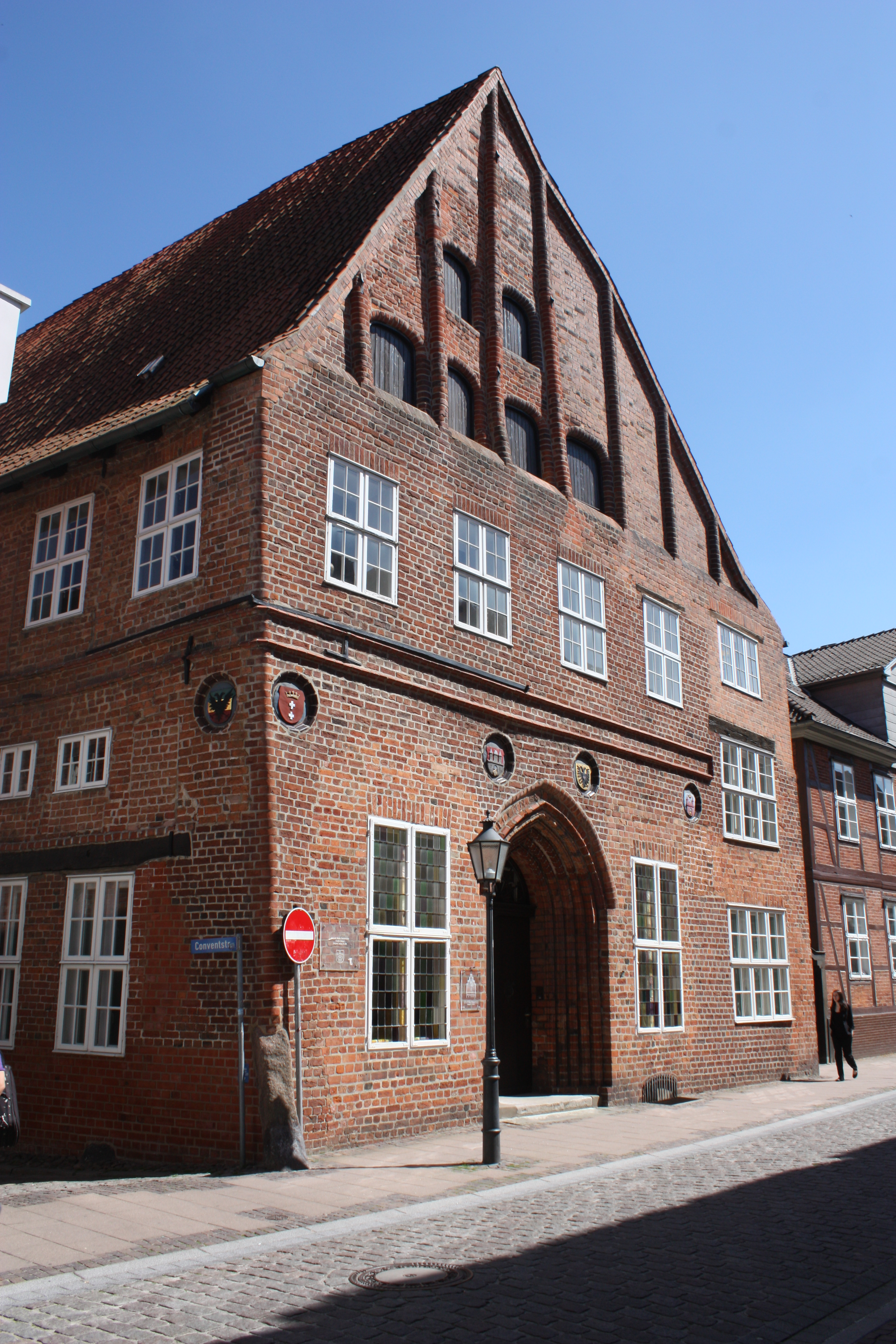
Brömsehaus (2010)

Das Brömsehaus in der Stadt Lüneburg (Am Berge 35) in Niedersachsen ist ein Anfang des 15. Jahrhunderts erbautes und nach dem Sülfmeister Dietrich Brömse benanntes Kaufmannshaus. Es gehört zu den ältesten Bürgerhäusern der Stadt und steht unter Denkmalschutz. Heute hat die Carl-Schirren-Gesellschaft ihren Sitz im Brömsehaus, die es für deutsch-baltische  Kulturveranstaltungen nutzt.

## Baubeschreibung
Das Brömsehaus wurde zwischen 1406 und 1426 als giebelständiges Dielenhaus im gotischen Stil erbaut.
Obwohl das Haus im Laufe der Zeit zahlreichen baulichen Veränderungen unterlag, ist es in seiner Grundstruktur erhalten geblieben. Im Jahr 1637 erhielt es sein heutiges Aussehen. Dabei wurde eine Gebäudedurchfahrt überbaut, so dass das sogenannte Barockzimmer als neue Stube entstand. Darin befindet sich eine figürlich gestaltete Stuckdecke. Sie zeigt in elf achteckigen Feldern biblische Gleichnisse und Szenen. Zentraler Raum im Inneren des Kaufmannshauses ist die über zwei Geschosse reichende, fünf Meter hohe und 18 Meter breite Diele, in der früher auch Pferdefuhrwerke untergestellt wurden. Auffallend sind die Malereien an der wuchtigen Holzbalkendecke in der hallenähnlichen Diele. Sie wurde bei einer Restaurierung im Jahr 1937 von Arthur Illies übermalt. Von der Diele führen Treppen ins Obergeschoss; oberhalb der Diele befanden sich Speicherräume, die später in Wohnräume umgewandelt wurden.
Der ursprüngliche Staffelgiebel an der Gebäudefront war im Stil der Backsteingotik erbaut worden. Wegen Baufälligkeit wurde er abgetragen und in einen Spitzgiebel umgewandelt. An zwei Seiten der Gebäudefassade befinden sich Wappendarstellungen der Hansestädte Danzig, Lübeck, Lüneburg, Riga sowie das Wappen der Patrizierfamilie Brömse.

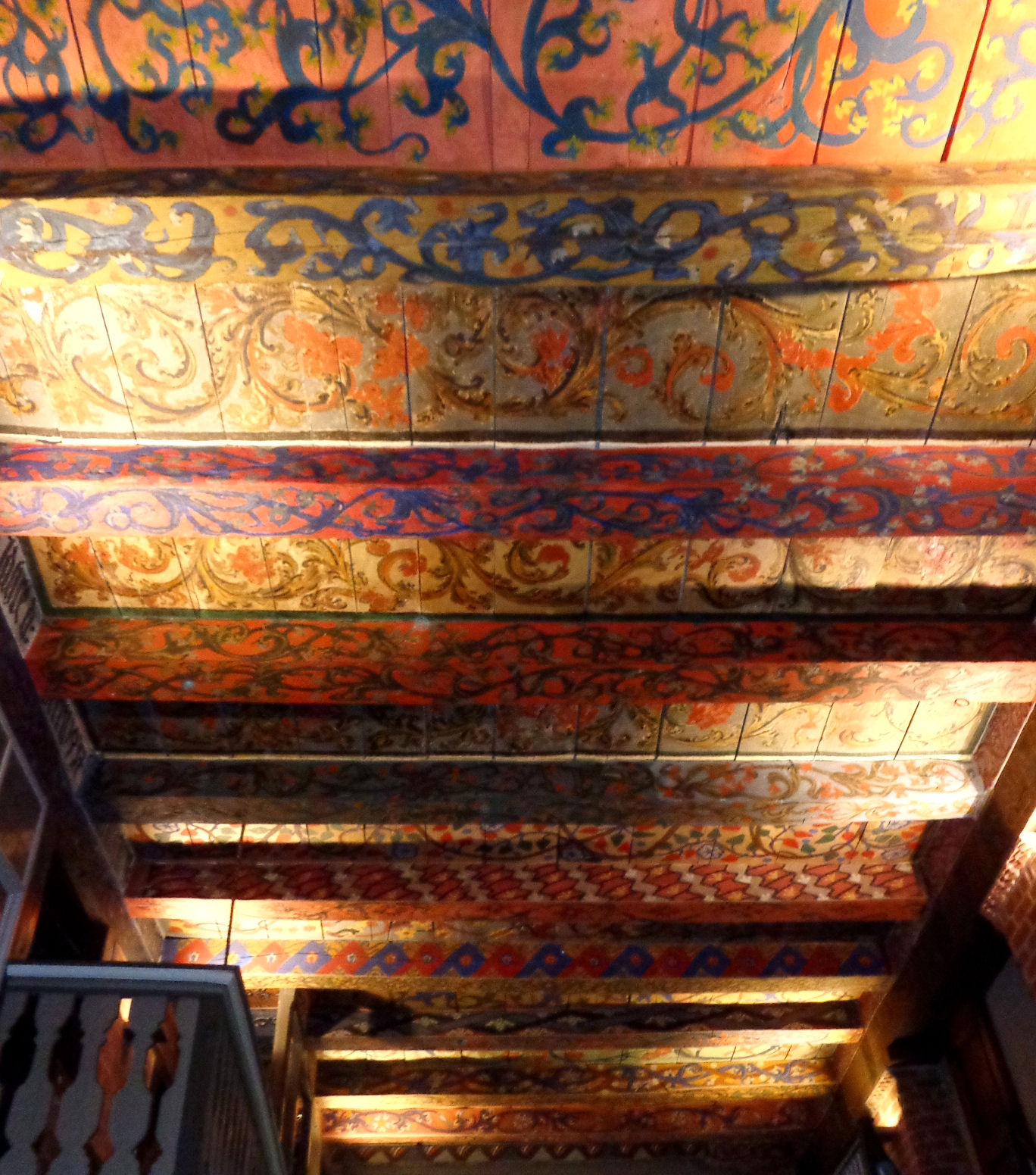
Bemalte Holzbalkendecke der Diele
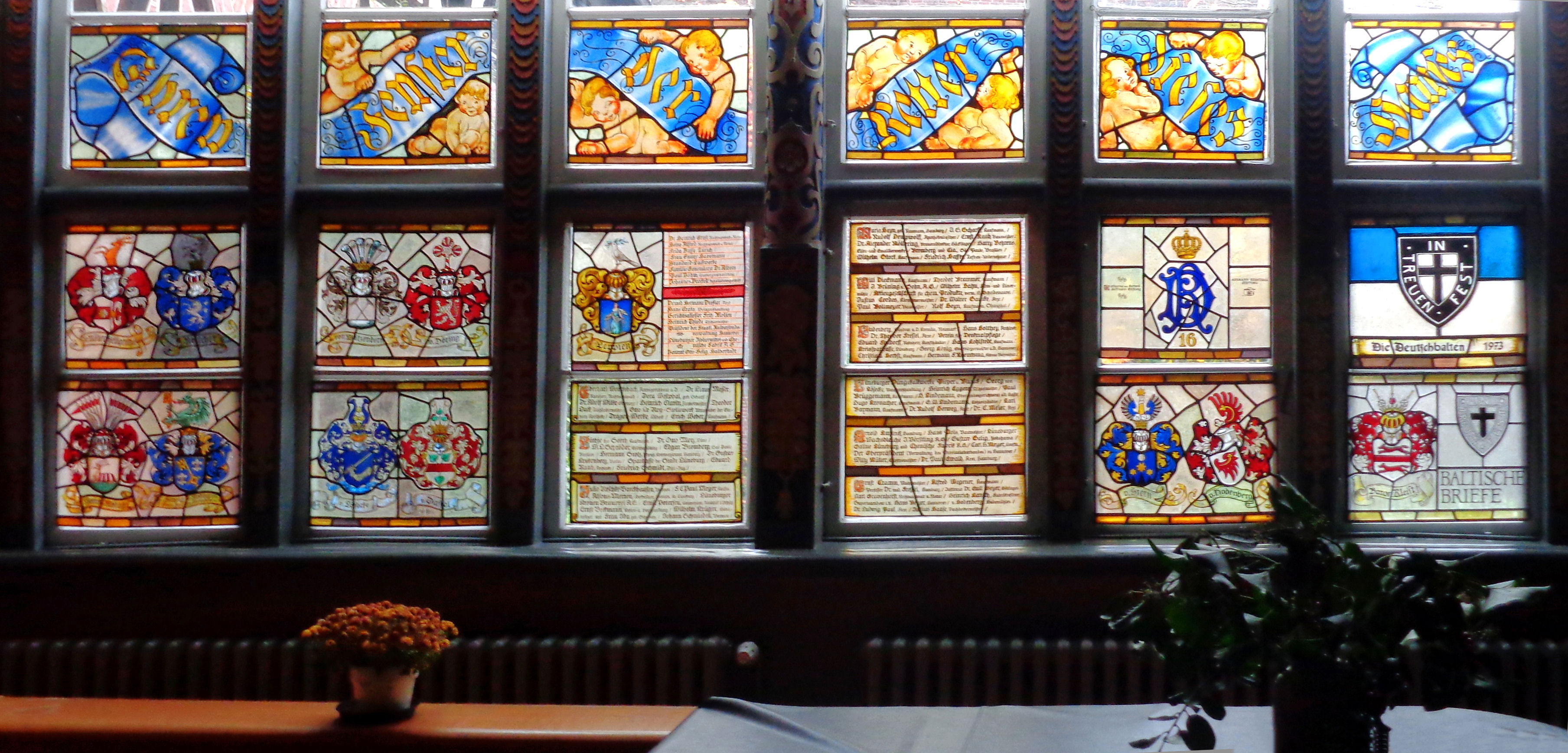
Ehrenfenster mit bemalten Glasfenstern
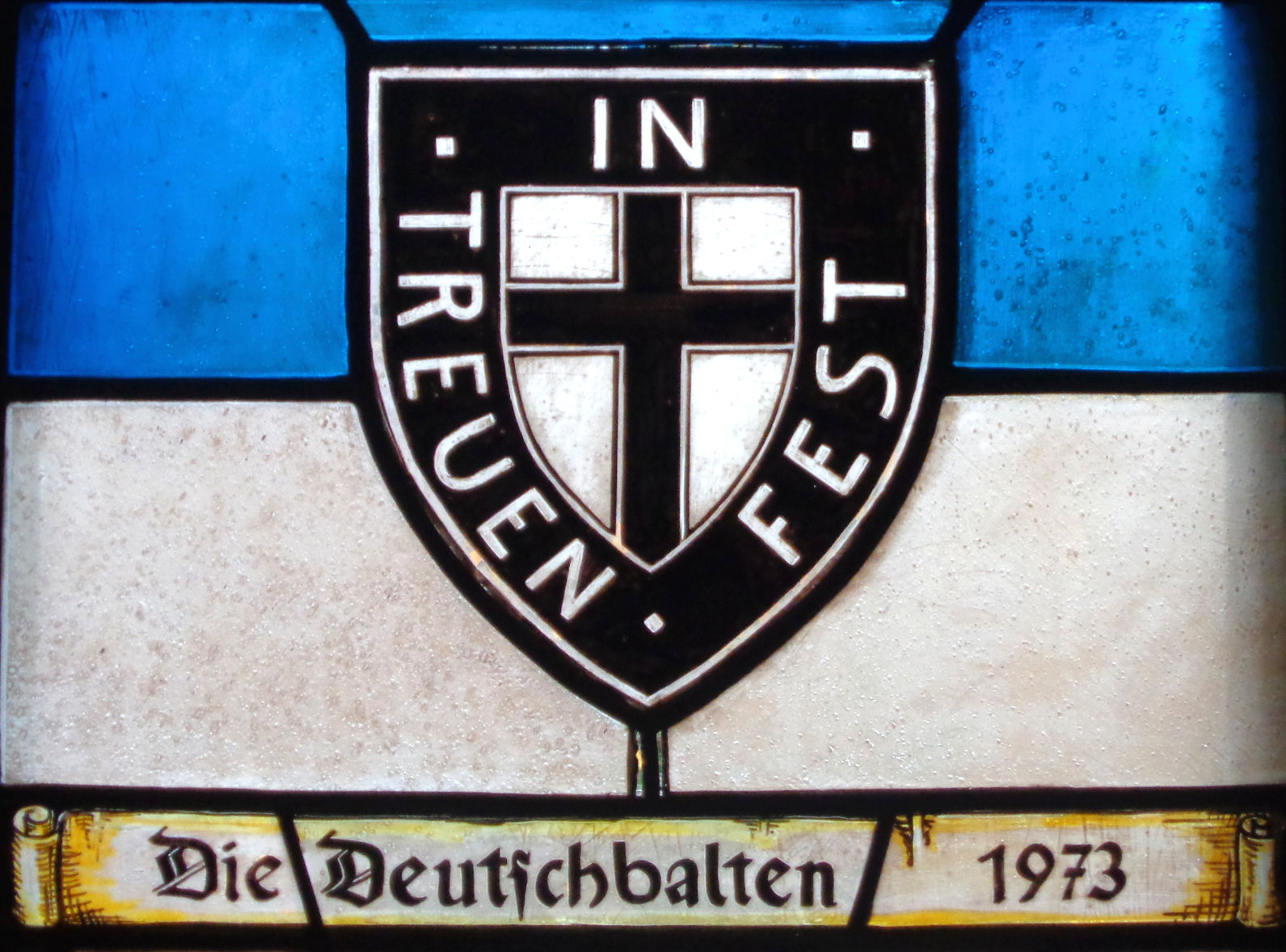
Glasfenster der Deutsch-Balten im Ehrenfenster

## Geschichte
Das Brömsehaus war bis 1579 Sitz der Patrizierfamilie Brömse. Danach wechselten die Eigentümer häufiger. Wegen Baufälligkeit war 1937 der Abriss des Gebäudes vorgesehen. Der Lüneburger Museumsleiter und Stadtarchivar Wilhelm Reinecke rief zu Spenden zum Erhalt auf. Dadurch wurde der Museumsverein Eigentümer des Hauses. Die Namen und die Wappen der Spender sind auf dem sogenannten Ehrenfenster aufgeführt, eine Fensterfront zum Hof mit bleiverglasten Scheiben.
Nach dem Zweiten Weltkrieg diente das Brömsehaus als Unterkunft für Heimatvertriebene. Im Nachkriegsdeutschland erwarb die Stadt Lüneburg das Haus und stellte es nach einer Renovierung unter Denkmalschutz. 1973 mietete die Carl-Schirren-Gesellschaft das Brömsehaus und erwarb es 1983. Seit 2005 gehört es der Deutschbaltischen Kulturstiftung. In den Jahren 2012 und 2013 wurde der Bau aufwändig saniert. Seit August 2023 kann das Brömsehaus auch als Standesamt für Trauungen genutzt werden.